# Vehi-Ciosane
Vehi-Ciosane ou Blanche-Genèse est une nouvelle du romancier et cinéaste sénégalais Ousmane Sembène publiée en 1966. Elle raconte l’histoire d’une famille noble du Niaye qui sombre dans la tragédie à la suite d'un inceste commis par le père sur sa fille. Cette nouvelle est portée à l’écran en 1964 dans un court-métrage intitulé Niaye avant d’être publiée chez Présence Africaine dans un volume qui inclut également la nouvelle Le Mandat. Le texte, bien que majoritairement écrit en français, est parsemé de termes wolofs.

## Synopsis et personnages

### Synopsis
Le Niaye est une région agricole du Sénégal où les habitants vivent majoritairement d’agriculture. Dans le village de Santhiu-Niaye, Khar Madiagua Diob, fille d’une longue lignée de nobles, est enceinte, mais n’a pas de conjoint. Ngoné War Thiandum, sa mère, s’inquiète de la grossesse de sa fille, car la lignée familiale a une grande importance pour une noble de son rang. Les habitants découvrent vite qu’il s’agit d’un enfant issu d’une relation incestueuse. En effet, le chef du village, Guibil Guedj Diob, est le père de l’enfant que porte sa propre fille. Ne pouvant supporter cette honte, la mère de Khar, Ngoné War Thiandum, décide de se donner la mort.
Les villageois décident de l’exclure, mais Medoune Diob, son frère, décide de le faire tuer. Afin d’avoir accès au trône, il arme le bras de Tanor, le fils de Guibil Guedj. Ce dernier, ancien tirailleur sénégalais revenu fou de ses campagnes, assassine son propre père, lavant l’inceste dans le sang du parricide.
Après le suicide de sa mère et l’assassinat de son père, Khar et sa fille, Véhi-Ciosane, sont à leur tour exclus du village et partent pour Dakar.

### Personnages
Ngoné War Thiandum
Ngoné War Thiandum est la femme de Guibril Guedj Diob et la mère de Khar Madiagua Diob et de Tanor Ngoné Diob. C’est une femme largement préoccupée par l’honneur, car elle vient d’une lignée d’ancêtres respectables. Elle est soucieuse de préserver sa dignité et celle de sa famille, et lorsqu’elle découvre l’inceste perpétré par son mari sur sa fille, elle décide que le seul moyen de conserver sa dignité est de se suicider. En faisant cela, elle symbolise la fin de la noblesse que représentait sa famille.
Guibril Guedj Diob
Guibril Guedj Diob est le mari de Ngoné War Thiandum et le père de Khar Madiagua Diob, Tanor Ngoné Diob et Véhi-Ciosane Ngoné Thiandum. Il est le chef du village de Santhiu-Niaye et est respecté de sa communauté. À cause de la relation incestueuse qu’il entretient avec sa fille, il est honni et exclu de cette société. Il est tué par son fils Tanor qui a été armé par Medoune Diob, le frère du chef.
Medoune Diob
Medoune Diob est le frère de Guibril Guedj Diob. Après le suicide de Ngoné War, Medoune convainc Tanor de tuer son père.
Khar Madiagua Diob
Khar Madiagua Diob est la fille de Ngoné War Thiandum et de Guibril Guedj Diob. Elle est la sœur de Tanor Ngoné Diob et la mère de Véhi-Ciosane Ngoné Thiandum. Elle est secrète et réservée malgré tous les scandales qui l’entourent. L’inceste dont elle a été victime est venu salir l’honneur de sa lignée. Elle quitte son village avec sa fille, dans l’effort de commencer une nouvelle vie à Dakar. Pendant son voyage, elle hésite à abandonner sa fille. Elle décide finalement de ne pas l’abandonner.
Tanor Ngoné Diob
Tanor Ngoné Diob est le fils de Ngoné War Thiandum et Guibril Guedj Diob. Il est aussi le frère de Khar Madiagua Diob. C’est un ancien tirailleur sénégalaist qui a combattu dans les campagnes d’Inchochine et d’Algérie. Ces batailles ont changé sa vie, car à son retour au village, la communauté pense qu’il est devenu fou. À cause de sa perte de raison, il ne peut pas succéder à son père. Cependant, son oncle, Medoune Diob, le convainc que s’il tue son père, il gagnera le respect et l’honneur de sa communauté. Il finit par le tuer, mais n’accède pas plus au trône.
Véhi-Ciosane Thiandum
Véhi-Ciosane Thiandum est la fille de Khar Madiagua Diob et Guibril Guedj Diob. Elle est le produit d’une relation incestueuse entre père et fille, et elle est la raison pour quoi sa mère, Khar, commence une nouvelle vie à Dakar. Son nom signifie littéralement Blanche-Genèse en français. Ainsi, elle symbolise la possibilité d’un renouveau, d’une renaissance plus pure de la noblesse

## Contexte
Ousmane Sembène est né en 1923 à Ziguinchor, une ville de la Casamance. Après s’être fait renvoyer de son école à la suite d'une altercation avec le directeur, il va vivre à Dakar où il travaille en construction dès l’âge de 16 ans. En 1944, il est appelé à faire son service militaire en tant que tirailleur sénégalais. Il part alors pour le Niger et en revient 18 mois plus tard, une fois son service militaire complété. Cette expérience le marquera et le personnage du tirailleur reviendra dans plusieurs de ses œuvres, notamment Camp de Thiaroye.
En 1946, il part pour Marseille où il travaille au port comme docker. C’est en France qu’il commence son engagement politique en tant que militant marxiste et anti-colonialiste. Il rejoint la Confédération Générale du Travail (CGT) et le Parti communiste français (PCF) respectivement en 1950 et 1951. Il commence alors à fréquenter les bibliothèques de la CGT et à prendre des cours offerts par le PCF. C’est à cette époque qu’il commence à développer sa passion pour l’écriture et à écrire son premier roman, Le Docker Noir (1956). Après près de quinze ans passés à Marseille, il retourne au Sénégal en quittant toutes les organisations politiques auxquelles il avait pris part.
Il se lance alors dans le cinéma avec son premier film Borom Sarret qui remporte un prix au Festival des Journées internationales du film de court métrage de Tours. En 1964, il sort Niaye, l’adaptation cinématographique de son court roman Vehi-Ciosane. Il s’agit de son deuxième film. Deux ans plus tard, son livre Vehi-Ciosane, suivi du Mandat est publié. Il portera lui-même la plupart de ses œuvres littéraires à l’écran : Xala, La Noire de…, Le Mandat, etc. Bien qu’il continue d’écrire et de publier des romans, c’est surtout grâce à son cinéma qu’il finit par obtenir une renommée mondiale. Avec 15 films à son actif, il remporte plus de 25 prix dans différents festivals et siège à 10 jurys de festivals à travers le monde. En 2006, il reçoit la Légion d’honneur française et se voit octroyer le titre de Trésor Humain Vivant par le gouvernement Sénégalais. Il meurt en 2007 à Dakar.

## Thèmes principaux

### Fin des nobles
Cette nouvelle publiée en 1966 s’inscrit dans un changement de normes sociales qui s'opère alors au Sénégal. Les nobles sont en voie d'extinction et Vehi-Ciosane représente à la fois la fin de cette noblesse et le début d’un ordre nouveau. Le nom de l’enfant, qui signifie littéralement Blanche-Genèse en wolof, vient d’ailleurs de l’idée de la renaissance d’une noblesse qui n’est pas donnée par la naissance mais bien par la conduite. C’est ce qu’évoque la griote Gnagna Guissé lorsqu’elle mène la jeune mère et son bébé à l’exil : “Yallah fasse que, si cet enfant n’est pas de naissance noble, qu’il le devienne et le soit de conduite. D’eux naîtra le nouveau.”

### La présence coloniale

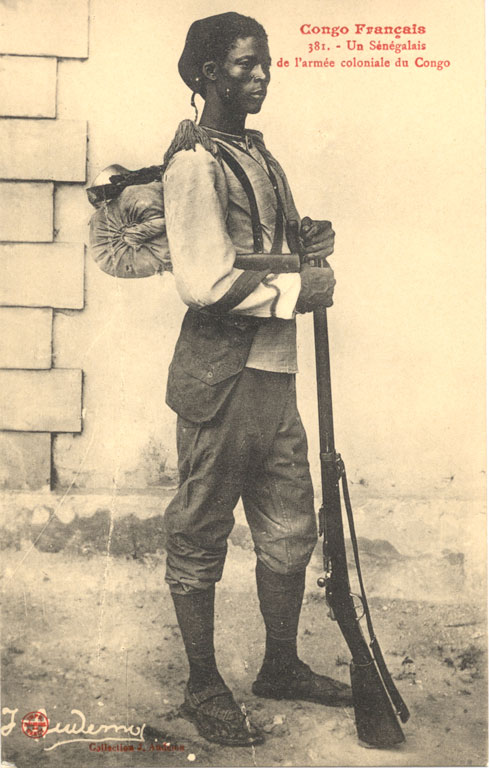
Tirailleur Sénégalais

La présence d’un ancien tirailleur sénégalais vient encore marquer la période historique dans lequel s’inscrit cette nouvelle. “Les tirailleurs font partie de l’histoire coloniale” affirme Sembène, lui-même ancien membre de l’armée coloniale française. Il considère que ces derniers ont constitué un support au pouvoir colonial, une sorte de continuation de l’esclavagisme. Il aborde ce thème de front dans son film Camp de Thiaroye. Dans Vehi-Ciosane, Tanor Ngoné Diob revient de l’Indochine et des guerres du Maghreb avec des séquelles importantes (suggérant un syndrome post-traumatique) qui le rendent enfantin. Cette folie est déplorée par la mère de Tanor et le blâme est porté sur l’instance coloniale dans le film Niaye : « Je ne puis lui dire un mot. Est-ce là les lauriers de la guerre pour une mère? L’indignité me dévore. De la guerre pour les autres, mon fils m’en est revenu méconnaissable. ». C’est cette folie même qui poussera le fils à tuer son père après s’être fait manipuler par son oncle

### Exode rural
Dans les années 1960, la modernisation du Sénégal occasionne plusieurs transformations importantes dans les régions rurales du pays. Le récit de Sembène se déroulant dans un petit village du Niaye témoigne directement de ces transformations dès le début du récit. Le dépeuplement de la région mentionné en début de nouvelle occasionne des mutations démographiques et économiques. L’économie se monétarise et les jeunes gens vigoureux quittent les champs pour la ville à la recherche d’emplois. Ils laissent derrière eux un Niaye dont les moissons, année après année, s’appauvrissent et dont la population n’est plus constituée que de quelques vieux attachés à la tradition religieuse se rassemblant au peinthieu (mot désignant la place du village en wolof).

## Usage du langage
Le traitement du langage dans Véhi-Ciosane est particulier dans l’intégration du wolof au français. Cette intrusion s’effectue notamment par la présence de realia dans le texte, c’est-à-dire, d’éléments linguistiques propres au wolof. On note par exemple l’utilisation abondante de termes descriptifs renvoyant au monde naturel et à l’espace : nérés, sump, niaye, etc. Bien que ceux-ci se réfèrent parfois à des choses et à des mots n’ayant pas d’équivalent direct en français, plusieurs realias dans le texte sont un ajout délibéré découlant plutôt d’une volonté de peindre un portrait culturel que d’une impossibilité de traduction. Cette volonté sous-tend le traitement de la langue dans le texte.
Aussi, l’auteur emploie des expressions ainsi que des phrases idiomatiques du wolof, mais à travers le français. Il arrive qu’un personnage décrète que les « langues » du village « engrossent une fille à chaque semaine » (pour signifier que les villageois partent hâtivement des rumeurs sur la grossesse) ou encore à une autre d’être « tout en feu » (pour exprimer sa colère). Le wolof prend possession du français écrit pour exprimer sa qualité orale.
En plus du wolof, l’arabe vient également se glisser dans les dialogues de Véhi-Ciosane. À côté des termes proprement arabes se référant à la religion (e.g : inchallah), on rencontre aussi des termes d’arabe wolofisés (e.g : astafourlah, une retranscription phonétique du wolof qui se prononcerait plutôt astarfullah en arabe). Le Sénégal étant un pays majoritairement musulman, cela a du sens que les dialogues du texte soient parsemés de locutions arabes.
L’hybridation linguistique du récit crée souvent un fossé entre le lecteur ignare (des codes culturels sénégalais) et le texte. Il y a cependant un certain effort de didactisme dans la nouvelle qui peut y être observé. Des mots comme « node » et « navétanekat » se retrouvent en italique, suivis d’une courte description de leur signification entre parenthèses. Le lecteur apprend donc à travers ces brefs passages métalinguistiques qui accompagnent les deux mots que le premier désigne l’appel du muezzin et que le dernier est un paysan saisonnier (dont le travail est sollicité durant l’hivernage).